# Rynek w Cieszynie
Rynek w Cieszynie – prostokątny plac w Cieszynie z centralnie umieszczona fontanną z figurą św. Floriana i ratuszem w południowej pierzei.    
Pierwotnie funkcję rynku w Cieszynie pełnił dzisiejszy Stary Targ. Miejsce obecnego Rynku powstało w wyniku decyzji księcia Kazimierza II w 1496 r., a teraźniejszy kształt przybrał na przełomie XIX i XX w. Rynek otoczony jest podcieniami oraz renesansowymi i barokowymi kamieniczkami z XVI w., przebudowanymi w XIX i XX w. Współcześnie stanowi miejsce wydarzeń kulturalnych i spotkań.   
Rynek ma powierzchnię całkowitą 6780 mkw, ok. 5600 mkw bez podcieni i 3200 mkw powierzchni wewnętrznej płyty rynku, a jego przestrzeń została ukształtowana ulicami przebiegającymi równolegle do siebie: od południa ulicą Głęboką i od północy ulicą Menniczą.

## Nazwa
Nazwa Rynek była zapisywana w różnych wersjach w języku niemieckim jako: Neuer Markt (ok. 1720 r.) Großer Platz (ok. 1793 r.) i Haupt Ring. Około 1880 roku nazwą, która obowiązywała, był Rynek Główny. W 1885 r. zmieniono nazwę na plac Demla (Demelplatz), tak aby uhonorować ówczesnego burmistrza Cieszyna Jana Demla (który był nim w latach 1861–1875 i 1876–1892). W 1920 roku przywrócono poprzednią nazwę, która zapisała się najmocniej w pamięci mieszkańców. W 1933 roku w związku z 250-leciem odsieczy wiedeńskiej cieszyńscy radni przemianowali Rynek na plac Króla Jana Sobieskiego („Plac Kr. J. Sobieskiego”) i w publikacjach funkcjonował z dopiskiem „dawny Rynek”. Od grudnia 1939 Rynek stał się placem Adolfa Hitlera (Adolf-Hitler-Platz), a w 1949 roku na kilka lat placem Stalina, aby po tym czasie powrócić do nazwy Rynek.    

## Historia
W 1374 roku Cieszyn przyjął prawa magdeburskie, co wynikało z rozrostu terytorialnego miasta, którego punktem centralnym stał się obecny rynek zwany „nowym” (lokalizacją „starego rynku” był obecny plac „Stary Targ”). 9 sierpnia 1496 r. książę cieszyński Kazimierz II sprzedał sprzedał miastu przy „nowym” rynku dwa domy książęce za sumę 210 zł. Rozporządzenie to obligowało miasto do zniesienia starego ratusza mieszczący się dotychczas na środku rynku (Starego lub Nowego), a miejsce po nim pozostawić „na wieczne czasy” wolne. Stary dom mieszczanie powinni wykorzystać wzniesienie ratusza, w nowym zaś miały znaleźć siedzibę dwa cechy: piekarzy i szewców. Decyzja ta była z jednej strony podyktowana koniecznością ekonomiczną, z drugiej strony była konsekwencją rozrastania się miasta.
W pierwszym okresie istnienia rynek cieszyński otaczały parterowe, drewniane domy, które wraz z czasem przebudowywano dobudowując im piętra oraz drewniane podcienia. Wiele zmian, które zaszły w zabudowie rynku oraz miasta, były wymuszone pożarami, z których największe miały miejsce w roku: 1552, 1720 i 1789.
Po pierwszym pożarze z 1552 roku powstawały murowane, piętrowe, renesansowe kamienice, których fasady były zwieńczone attykami, a część ich drewnianych podcieni była wraz z upływem czas była zastępowana przez murowane z dwoma arkadami w przyziemiu i piętrem zwieńczonym attyką, otaczały plac z trzech stron. Czwarty południowy bok Rynku zamykał ratusz i kramy kupieckie. Zmiany w architekturze budynków przyrynkowych był efektem kolejnych pożarów z roku 1720 i 1789 oraz w efekcie zmian stylu architektonicznego – z renesansowego na barokowy (po pożarze roku 1720) uzupełnianego przez elementy rokokowe jak i klasycyzujące (po pożarze z roku 1789). Po tym ostatnim pożarze zostały zamurowane podcienia we wschodniej pierzei. Na przełomie XIX i XX w. w obrębie Rynku wystawiono kilka budowli użyteczności publicznej (budynek poczty i hotel), co dopełniło obrazu Rynku, który w tej formie przetrwał do czasów obecnych.
Przy południowej pierzei Rynku stoi ratusz, który w obecnej kształcie został oddany do użytku w 1800 r. Pierwotny projekt autorstwa Ignacego Chambrez de Ryvos był koncepcją o stylu z pogranicza późnego baroku i klasycyzmu. W 1816 r. ratusz został rozbudowany wg projektu Floriana Jilga i tym samym powiększony o obszerną oficynę, mieszczącą salę teatralną. W tej sali w 1836 roku wybuchł pożar, który zmusił magistrat do kolejnej przebudowany – według projektów Andrzeja Kmenta i Józefa Kornhâusla, którzy zdecydowali, że w miejscu arkad powstanie kolumnada, a fasadę ozdobił trójkątny naczółek z herbem miasta. Do ratusza przylega dwukondygnacyjny budynek o neobarokowym stylu zwieńczony mansardowym dachem. Do 1906 roku mieścił się w nim sąd okręgowy, który został przeniesiony do nowego budynku – pod adres obecnego sądu rejonowego w Cieszynie (ul. Garncarska 8), co sprawiło, że stara siedziba został przyłączona do ratusza, sala rozpraw została wykorzystana na salę obrad.
Zachodnia pierzeja Rynku jest opisywana jako ta najbardziej malownicza. To przy niej, na całej jej długości istnieje ciąg podcieni, który jest jednocześnie fragmentem stanowiącym najstarszą, pochodzącą z XVI wieku część zabudowy Rynku. Budynki przy tej pierzei charakteryzują się dwiema arkadami, a ich fasady cechuje wielorakość stylów architektonicznych, które były wprowadzane na przestrzeni wieków. Najbardziej charakterystycznym obiektem przy tej pierzei jest budynek pod adresem Rynek 10, który jest przykładem architektury z nurtu romantyzmu. Jest to narożny gmach wzniesiony w 1859 roku, w którym istniała Miejska Kasa Oszczędności (utworzona przez ówczesnego burmistrza dr. Ludwika Kluckiego), która w 1927 roku stała się Komunalną Kasą Oszczędności. Obecność w mieście tego rodzaju instytucji odniosła pozytywny wpływ na rozwój gospodarczy miasta i okolic poprzez wspieranie gospodarczych inicjatyw mieszkańców.
Przy pierzei północnej wyróżniają się dwa budynki – pod adresem Rynek 11 i Rynek 13. Pod pierwszym adresem mieści się Cieszyński Ośrodek Kultury – Dom Narodowy, wcześniej Dom Polski w stylu eklektycznym. Budynek mieszczący się na tej posesji – podniszczony hotel (zajazd Franciszka Schreinzera) odkupili miejscowi Polacy, w celu utworzenia w nim miejsca skupiającego rodaków z Cieszyna i okolic oraz jako siedzibę dla polskich organizacji. Dom Polski otwarto w 1901 roku, po kilkunastu latach zbiórki środków przez powołane w tym celu Towarzystwo. W Domu Narodowym istniało Polskie Towarzystwo Pedagogiczne, znajdowała się tam biblioteka Czytelni Ludowej, a od 1905 r. uruchomiono w nim drukarnię Domu Narodowego. W 1918 r. Dom Narodowy został siedzibą Rady Narodowej Księstwa Cieszyńskiego.
Drugim, charakterystycznym budynkiem z północnej pierzei Rynku, jest ten z posesji, na której istniał dawniej klasztor sióstr elżbietanek. Obecnie na tym miejscu jest wystawiony w 1910 roku gmach poczty, o cechach architektury secesyjnej.
Na wschodniej pierzei Rynku pod adresem Rynek 17 istnieje kamienica z biurami Powszechnej Spółdzielni Spożywców „Społem", która powstała w wyniku przemian ruchu spółdzielczego „Konsum Robotniczy”, powstałego w 1908 r. za sprawą Tadeusza Regera. Celem konsumów było „wszechstronne zaspokojenie wspólnymi siłami materialnych i kulturalnych potrzeb swoich członków", a ich funkcjonowanie umożliwiło zaopatrywać mniej zamożną część społeczeństwa w produkty spożywcze i przemysłowe poprzez sieć sklepów.
Pod obecnym adresem Rynek 18 istniał drewniany domu, na miejscu którego w XVI w. wybudowano piętrową kamienicę z dwuarkadowym podcieniem, która w XVIII w. stała się częścią kwartału przekazanego jezuitom. W trakcie przebudowy kamienicy w XIX wieku zmienił się kształt i powierzchnia budynku poprzez dobudowanie oficyny i zamurowanie podcieni oraz styl architektoniczny z barkowego na klasycystyczny. Prace konserwatorskie w jednym z pomieszczeń pozwoliły odkryć cenną polichromię z XVIII w. przedstawiającą panoramę miasta. Na piętrze tej kamienicy przez kilka lat funkcjonowały wystawy czasowe Galerii Muzeum i istniał tu tymczasowy Oddział Zabytkowy Biblioteki Miejskiej w Cieszynie.
Kamienica spod adresu Rynek 19 to budynek, w którym w 1878 r. zamieszkał Józef Konczakowski, otwierając tam sklep z wyrobami żelaznymi. W 1909 r. jego syn Brunon Konczakowski przejął firmę i ją rozwinął, tak jak i swoją pasję – kolekcjonowanie broni siecznej i palnej. Jego kolekcja broni, wyrobów artystycznych; mebli, porcelany, zamków, kluczy, kilimów oraz książek sprawiła, że Brunon w 1914 r. figurował w światowym leksykonie najwybitniejszych zbieraczy militariów. Jego zbiory stanowią część kolekcji Muzeum Śląska Cieszyńskiego, Zbiorów Sztuki na Wawelu i Muzeum Wojska Polskiego w Warszawie. W sieni, w kluczu użebrowanego sklepienia, jest widoczny gmerek z datą 1573 rok.
Pod obecnym adresem Rynek 20 istniał hotel, który w XVIII wieku gościł m.in. Cesarza Józefa II, francuską królewnę Marię Teresę (córkę Ludwika XVI i Marii Antoniny), cara Pawła I, cara Aleksandra I, księcia Konstantego, cesarza Wilhelma II i cesarza Ferdynanda I. W 1912 r. hotel „Pod jeleniem” został przebudowany i dzięki architektowi Kilian Kôhler, zyskał secesyjny styl. Trzypiętrowy budynek, składający się z 67 pokoi hotelowych, był nowoczesny i reklamował się: centralnym ogrzewaniem, lodówkami, windą, elektrycznym oświetleniem, kawiarnią, restauracją, salą balową i koncertową, kręgielnią, salonem fryzjerskim i kosmetycznym. W 1919 roku w hotelu działała „Komisja Międzysojusznicza” dla zażegnania sporu granicznego pomiędzy Polską i Czechosłowacją, a w 1920 roku Międzysojusznicza Komisja Plebiscytowa.
Na płycie rynku, w centralnym miejscu, znajdowała się studnia (w miejscu której obecnie istnieje fontanna z rzeźbą św. Floriana), ale na rynku znajdowały się też pręgierz i drewniana klatka, w której umieszczano np. dłużników finansowych, kłótliwe przekupki. Ważniejszą pełnił do końca XIX wieku będąc miejscem targowym, w ostatnim okresie funkcjonowania targ odbywał się w pierwszy poniedziałek miesiąca. Od końca XIX wieku rynek stał się miejscem, na którym odbywają się imprezy kulturalne i artystyczne, ale odbywały się tu cykliczne wydarzenia nawiązujące do dawnej – targowej funkcji, czyli Targi Staroci organizowane przez Cieszyński Ośrodek Kultury „Dom Narodowy” i Cieszyński Klub Hobbystów.     

## Wiek wydarzeń
Wiele wydarzeń historycznych, które miały miejsce na cieszyńskim Rynku, zostało udokumentowanych na fotografiach, które są dostępne w licznych publikacjach, a spory ich zbiór znajduje się w albumie Těšínské události 19. - 21. století/ Cieszyńskie wydarzenia XIX–XXI wieku
12 lutego 1911 roku – uroczyste oddanie do użytku linii tramwajowej. Pierwszy kurs składał się z trzech udekorowanych wozów i rozpoczął się na cieszyńskim rynku.
18 sierpnia 1915 roku – obchody 85. rocznicy urodzin Franciszka Józefa I – na Rynku odbyła się wtedy msza polowa, w której wzięły udział cztery kompanie pułku piechoty i pułk obrony terytorialnej oraz przedstawiciele władz miasta.
27 października 1918 – wiec zwołany przez Radę Narodową Księstwa Cieszyńskiego, w którym wzięło udział kilkanaście tysięcy osób proklamujących przynależność do odrodzonej Polski.
27 maja 1923 – uroczyste poświecenie nowych dzwonów kościelnych dla kościoła parafialnego św. Marii Magdaleny. Poprzednie – historyczne dzwony zarekwirowano na potrzeby wojska w trakcie I wojny światowej. Ksiądz Józef Londzin opisał te wydarzenia oraz historię tych dzwonów w publikacji „Cieszyńskie dzwony historyczne” z 1923 roku (która jest udostępniona przez Śląska Bibliotekę Cyfrową).
4 września 1960 – obchody 1150-lecia założenia Cieszyna, w których odbył się m.in. występ połączonych chórów miasta i powiatu (3000 chórzystów) wzięło udział 14 tysięcy osób.
14 maja 1966 – manifestacja z okazji 1000-lecia państwa polskiego.
4 czerwca 1989 – obchody święta Bożego Ciała (w tym pierwsza publiczna procesja na Rynku), które odbyły się tuż po wyborach wygranych przez „Solidarność”.
21 sierpnia 1989 – manifestacja w rocznicę inwazji wojsk Układu Warszawskiego na Czechosłowację zorganizowana pod hasłem „Nigdy więcej bratniej pomocy”.
20–21 grudnia 2007 – inauguracja obchodów z okazji wejścia Polski i Czech do strefy Schengen. Główne obchody tego wydarzenia odbyły się na moście granicznym na Olzie, a na Rynku w Cieszynie odbyły się w tym czasie koncerty Zespołu Pieśni i Tańca „Śląsk" oraz Trubadurów, a funkcjonariusze Śląskiego Oddziału Straży Granicznej przeprowadzili pokaz sprzętu transportowego oraz specjalistycznego wykorzystywanego w służbie.

## Figura św. Floriana
Pochodzenie figury św. Floriana było najczęściej przypisywane Wacławowi Donayowi ze Skoczowa, aczkolwiek nie jest ono potwierdzone archiwalnie. Z drugiej strony cechy charakterystyczne twórczości rzeźbiarza ze Skoczowa wskazują, że figura wyszła spod jego dłuta, co wynikało z początkowego etapu twórczości Donaya, kiedy w swoich dziełach "rezygnował z ekspresji i nadmiernej dekoracyjności, na rzecz harmonii i elegancji". Drugim aspektem spornym jest kwestia czasu powstania rzeźby, ponieważ data widniejąca na postumencie nie jest czytelna i przyjmuje się, że był to rok 1776.
Rzeźba była konserwowana w roku 1942 rok, gdy władze nazistowskie wymieniły postument pod figurą z datą upamiętniającą to wydarzenie. W roku 1985 zrealizowano fontannę i basen, co polegała na wymianie instalacji, rozebraniu elementów ocembrowania i wymianie na elementy kamienne. Kolejne prace polegające na oczyszczeniu i zabezpieczeniu fontanny odbyły się w 1994 roku. Na przełomie 2006/2007 roku zmodernizowano instalację techniczną fontanny, a sama figura została oczyszczona mechanicznie.
Do roku 1679 na rynku w Cieszynie stała drewniana studnia, nazywana przez mieszkańców „czyszczarnią”. Obecnie cieszyńska rzeźba św. Floriana jest ustawiona na wysokim postumencie, stojącym w basenie fontanny, aczkolwiek nie ma pewności co do tego, czy od początku stała w tym miejscu, czy też była rzeźbą wolnostojącą. Na taką ewentualność wskazują zapisy historyczne, np. ten z 5 lipca 1679 roku, gdy cieszyński magistrat zawarł umowę z Grzegorzem Lublińskim na wykonanie kamiennej studni, ozdobione przez maszkarony w formie „głów”, z centralnie umieszczonym posągiem Neptuna z rybą. W zapisach z tej umowy jest podana kwota zapłaty dla rzeźbiarza, tj. 210 reńskich talarów, oraz wzmianka, że miasto zobowiązało się dostarczyć kamień, żelazo, ołów i robotników do pomocy. Fakt istnienia tego zlecenia, które dzieli 100 lat pomiędzy wykonaniem obu rzeźb, sprawia, że pojawiły się przypuszczenia, że figurą św. Floriana była wcześniej ustawiona w inny miejscu – jako tzw. „figura morowa”, która miała chronić miasto od zarazy. Istnieją też przypuszczenia dotyczące potrzeby zastąpienia rzeźby Neptuna rzeźbą postaci świętego, w wyniku nacisków jezuitów i założeń obecnej w tym czasie kontrreformacji. W Muzeum Śląska Cieszyńskiego jest zdeponowany jedyny istniejący fragment dawnej XVII-wiecznej fontanny – tj. głowa Neptuna.
Figura św. Floriana jest ustawiona na wysokim postumencie, który składa się z trzech części: najniższej, o kwadratowym przekroju, ozdobionej z każdej strony płaskorzeźbioną maską. Środkowy postument posiada tralkowy kształt, który jest wąski u góry i u dołu, a wybrzuszony w części środkowej. Całość zwieńcza prostopadłościan, ozdobiony czterema kartuszami, utworzonymi z uproszczonych rokajów. W polach kartuszów mieszczą się dwa herby: miasta Cieszyna i orzeł piastowski, a także dwie daty (najpewniej) 1776 rok i 1942 (data konserwacji). Gdy figura oglądana jest z dużej odległości, to jest „narażona na niekorzystny skrót perspektywiczny, ale została do tego dostosowana poprzez pochylenie głowy, przez co oglądający ma wrażenie, że święty patrzy wprost na niego. Postać przedstawiono w modelowym kontrapoście – lewa noga zgięta, prawa wyprostowana, biodra wychylone w prawo, co sprawia, że sylwetka ma esowaty kształt. Ubrany jest w strój rzymskiego legionisty; napierśnik ma kształt dopasowany do linii żeber, a hełm jest zwieńczony pojedynczym pióropuszem. Całość przedstawienia jest wyważona, nie ma zbędnych ornamentów”.

## Tablice pamiątkowe
Rynek 1 – tablica upamiętnia ofiary politycznych wyroków śmierci, wydawanych w cieszyńskim ratuszu w 1946 roku.
Rynek 11 – w 1978 roku została odsłonięta tablica pamiątkowa na ścianie Domu Narodowego w Cieszynie, która upamiętniła powołanie Rady Narodowej Księstwa Cieszyńskiego w 60-lecie powstania (19 października 1918 r.).
Rynek 11 – w 1883 roku Polacy z Cieszyna ufundowali tablicę upamiętniającą zwycięstwo króla Jana Sobieskiego pod Wiedniem. Początkowo ta tablica miała zostać wmurowana w kościele św. Marii Magdaleny w Cieszynie we wrześniu 1883, jednak jeden z ówczesnych radnych zablokował ten proces w związku z fragmentem (dotyczącym „pokornych błagań”), który widniał na tablicy: „Na prośby Ojca Świętego i pokorne błagania rzymskiego Cesarza Niemiec Jan III. Sobieski z rycerstwem polskiem pod oblężony dwa miesiące od Turków a od swoich opuszczony Wiedeń przybywa i po trzech dniach jako Wódz Naczelny wojsk sprzymierzonych dnia 12 września 1683 potęgę turecką niszczy. Król Polski ratuje Niemcy i chrześcijaństwo”. W obawie o zniszczenie tablicy, została ona wywieziona i ukryta w Górnej Suchej, a następnie, przez kilka lat była magazynowana w Domu Narodowym, w którym w 1933 roku została wmurowana. Po kilku latach, w obawie przed hitlerowcami tablicę zdemontowali i ukryli cieszyńscy harcerze na ulicy Przykopa (zamurowali ją we wnęce domu). Tablica został wyciągnięta w latach 60. XX w., skąd trafiła do Izby Tradycji Hufca Ziemi Cieszyńskiej. Harcerze zaplanowali ponowne wmurowanie tablicy w miejscu publicznym, chcąc uczcić trzechsetną rocznicę odsieczy wiedeńskiej, co zostało wykonane poprzez wmurowanie jej w elewację budynku dawnego Sądu Grodzkiego przy placu Dominikańskim 2 w Cieszynie. W 1990 roku tablica pamiątkowa została ponownie zamontowana na elewacji Domu Narodowego w Cieszynie.
Rynek 13 – tablica upamiętniła jubileusz 250-lecia posługi Sióstr Św. Elżbiety III Zakonu Św. Franciszka oraz budynek szpitala Zgromadzenia Sióstr Św. Elżbiety III, który funkcjonował w latach 1754–1903
Rynek 19 – tablica - płaskorzeźba o kształcie kontusza, która upamiętnia Brunona Konczakowskiego, cieszyńskiego kolekcjonera zabytków i dzieł sztuki. Tablica jest umieszczona na elewacji budynku, w którym mieszkał i została odsłonięta w 30. rocznicę jego śmierci.
W 2016 roku, w południowo-zachodniej części placu Rynku, w bruk została wmontowana tablica pamiątkowa z napisem „w tym miejscu w latach 1911–1921 znajdował się przystanek tramwaju elektrycznego miasta Cieszyna”.
W 2019 roku z elewacji Ratusza została zdjęta tablica pamiątkowa upamiętniająca nadanie Cieszynowi uchwałą Rady Państwa, Krzyża Komandorskiego Odrodzenia Polski w 35. rocznicę wyzwolenia miasta. Tablica została zdjęta zgodnie z decyzją wojewody śląskiego Jarosława Wieczorka i trafiła jako depozyt do Muzeum Śląska Cieszyńskiego.

## Szyldy i reklamy sprzed 100 lat
W 1930 roku została wydana publikacja p.t. „Letnisko Cieszyn”, której autorem był Józef Londzin (ksiądz, historyk, burmistrz Cieszyna). Zostały w niej przedstawione walory Cieszyna oraz historia miasta oraz – na jednej stronie znalazł się spis cieszyńskich lekarzy, a na pozostałych różnego rodzaju reklamy cieszyńskich przedsiębiorców i instytucji (np. teatru i kina). Publikacja została udostępniona cyfrowo na portalu Śląskiej Biblioteki Cyfrowej, na podstawie archiwum Książnicy Cieszyńskiej.
- Rynek 1 - „OSTOJA - Węglowa Sp. z ogr. odp. w Cieszynie, Rynek 1. Ratusz. Telefon 154. Centrala: KATOWICE ulica Marjacka 24. Telefon 1984. Węgiel, Koks, Brykiety”[22].
- Rynek 1 - „AUTOBUSY oraz SAMOCHODY osobowe i ciężarowe wynajmuje o każdej porze dnia firma BRACIA MOLIN’OWIE Dom przemysłowo-handlowy, Rynek I (Ratusz) CIESZYN Telefon 164, Utrzymuje również stałą kumunikację autobusową CIESZYN - USTROŃ - WISŁA, Poleca także oleje samochodowe, benzynę, jakoteż i różnych marek pneumatyki”[22].
- Rynek 3 - „Edward Prchała, Podsienie, Cieszyn Rynek 3, Wielki sklep delikatesów. Wszystkie gatunki najlepszych win i piw. Przekąski zimne o każdej porze dnia”[22].
- Rynek 6 - „Założono 1573, Gegr. 1573, APTEKA MIEJSKA, STADT-APOTHEKE, Cieszyn Rynek 6, Teschen”[22].
- Rynek 8 - „Cukiernia — Ronditorei Rudolf RIeinent, Rynek 8 CIESZYN, Wielkie Podsienie - Große Laube. Zawsze świeże deserty, pieczywo drożdżowe, herbatniki itp. Wyśmienite: lody, kawa, herbata, czekolada”[22].
- Rynek 12 - „Zegarki, biżuterje i narzędzia optyczne, jako też wszelkie naprawy tychże w najlepszem wykonaniu i po najtańszych cenach. JAN JANICZEK, zegarmistrz precyzyjny CIESZYN, Rynek 12, obok poczty, Dom Narodowy”[22].
- Rynek 20 - „HOTEL ,”POD BRUNATNYM JELENIEM” - Spółka z ogran. odpowied. CIESZYN, RYNEK, Hotel I-szej klasy, centralne ogrzewanie, światło elektryczne, Vacuum Cleaner, winda, łazienki, 85 pokoi, sala dancingowa, sala koncertowa, duża kawiarnia i restauracja w domu. Miejsce spotkania wszystkich obcych. Wszystkie krajowe i zagraniczne gazety ilustrowane. CODZIENNIE KONCERT”[22].
- Rynek, brak numeru - „CIESZYN, Rynek. - Telefon 294. Biuro ekspedycji gazet i ogłoszeń. - Skład papieru, przyborów kancelaryjnych, kart do gry, pieczątek, maszyn do pisania „Continental"[22].

## Remont i przebudowa Rynku
Rewitalizacja ul. Głębokiej była częścią projektu „Szlakiem cieszyńskiego tramwaju - rozwój transgranicznej turystyki”, a jej (rewitalizacji) celem było:
W ramach projektu „Szlakiem Cieszyńskiego Tramwaju – rozwój transgranicznej turystyki” wykonany został remont i przebudowa Rynku, wraz z zagospodarowaniem zieleni, małej architektury oraz robotami konserwacyjnymi fontanny św. Floriana. Zamówienie obejmowało przeprowadzenie badań archeologicznych zgodnie z decyzją nr BB/56/2022 Śląskiego Wojewódzkiego Konserwatora Zabytków.
W ramach rewitalizacji przewidziano poszerzenie chodnika przy pierzei zachodniej tak, aby zwiększyć przestrzeń pod lokalizację ogródków gastronomicznych. W nawierzchnię rynku, w miejscu dawnej trasie cieszyńskiego tramwaju wtopiona została szyna tramwajowa oraz płyta upamiętniająca przystanek tramwaju. Szyna symbolicznie zaznacza trasę tramwaju, będąc zamontowaną przez cały Szlak Cieszyńskiego Tramwaju.
Zakres robót budowlanych na Rynku przewidywał:
- ujednolicenie nawierzchni oraz likwidację podziału wysokościowego na jezdnie i plac.
- rozebranie istniejącej nawierzchni jezdni, placu i chodników.
- wykonanie nowej nawierzchni chodników z płyt kamiennych o zmiennych wymiarach i nieregularnym układzie, nawiązującej do istniejącego układu na ul. Głębokiej;
- rozdział jezdni i chodnika z oporników granitowych – wtopionych.
- zastosowanie zostanie tego samego rodzaju granitu wszystkich elementów granitowych (płyty chodnikowe, oporniki, itd.); w kolorze szarym, o maksymalnie drobnym uziarnieniu, o jednolitej i bezkierunkowej teksturze,
- ujednolicenie pokryw kanalizacyjnych z dedykowanym wzorem charakterystycznym dla Miasta Cieszyna;
- rozmieszczenie nowych elementów małej architektury nawiązujących formą do małej architektury ul. Głębokiej: mobilne donice z zielenią, ławki, stojaki na rowery, kosze na odpady, słupki informacyjne, itp.,
- zapewnienie odprowadzania nadmiaru wód opadowych poprzez wprowadzenie odwodnienia szczelinowego obustronnie obłożonego płytami granitowymi oraz wpusty zlokalizowane w ciągach ścieków granitowych.
- adaptację całości istniejącego szpaleru 12 istniejących drzew – głogów odm. pełnokwiatowej szkarłatnej,
- nasadzenia nowych drzew w obrębie płyty Rynku – 8 klonów polnych
- zagospodarowanie zieleni – roślin zielnych, w donicach;
- rozbiórkę nawierzchni jezdni i chodników, podbudów, krawężników, obrzeży, korytek ściekowych.

Harmonogram zakładał podział całości zadania (badania archeologiczne oraz roboty budowlane) na dwa główne etapy:
I. wewnętrzna płyta Rynku wraz z 1,5 m pasem jezdni, wykonanie przyłączeń oraz wbudowaniem szyny – do końca 2022 r.
II. pozostała część zadania – jezdnia wraz z chodnikami – do połowy czerwca 2023 r.

## Badania archeologiczne
Od wiosny 2022 roku do wiosny 2023 roku na terenie cieszyńskiego Rynku były prowadzone badania archeologiczne w ramach zadania inwestycyjnego pn. „Szlakiem Cieszyńskiego Tramwaju – rozwój transgranicznej turystyki. Ochrona dziedzictwa kulturowego”. Na działkach ewidencyjnych nr: 123/1, 123/2, 163 obr. 42 w Cieszynie, istniało stanowisko archeologiczne Cieszyn ST. 13 (AZP 109-44/17). W 2022 roku archeolodzy z firmy Invictus prowadzili wykopaliska na wewnętrznej płycie Rynku oraz na jezdniach przy pierzejach wschodniej, zachodniej i południowej. W 2023 roku archeolodzy zbadali ostatni odcinek jezdni przy pierzei północnej.
Zakres prac pod ścisłym nadzorem archeologicznym obejmował: 
- stały nadzór nad rejonami wykluczonymi z wyprzedzających badań wykopaliskowych wraz z prospekcją detektorem metali,
- prowadzenie dziennika badań i obserwacji archeologicznej,
- lokalizowanie znalezisk za pomoc odbiornika GPS,
- wykonanie czytelnej dokumentacji fotograficznej nadzorowanych prac i obszaru zawierającej w metadanych wpisane współrzędne i dane GPS,
- sporządzanie comiesięcznego raportu z wykonanych obserwacji zawierającego odpis dziennika badań, dokumentację fotograficzną opisów oraz mapę lokalizacyjną wykonanie poszczególnych czynności z prowadzenia nadzoru w ramach inwestycji w danym miesiącu.

Badania archeologiczne przyczyniły się do odsłonięcia ponad stu obiektów historycznych, w tym:
- piwnic, wchodzących w skład starego ratusza znajdującego się na środku Rynku,
- średniowiecznego budynku drewnianego,
- fundamentów budynku strażnika miejskiego z okresu nowożytnego,
- wodociągów dostarczających wodę mieszczanom cieszyńskim,
- bruku kamiennego z trzech faz: XIX- i XVIII-wiecznej oraz średniowiecznej,
- reliktu drewnianych podcieni pierzei północnej oraz kamienny, okrągły zbiornik na wodę (w jezdni łączącej ul. Matejki z ul. Menniczą)[26].

W trakcie prac archeologicznych wydobyto znaczne ilości fragmentów naczyń ceramicznych i kafli piecowych. Wśród znalezisk przekazanych do konserwacji w Toruniu było 188 woreczków zawierających fragmenty skórzane: buty, odzież, resztki poprodukcyjne oraz 70 przedmiotów z drewna, w tym naczynia i przybory kuchenne oraz przedmioty do gier i zabaw.
Odnaleziono 164 sztuki monet, z których większość była związana historycznie z Piastami cieszyńskimi oraz sąsiadującymi z Cieszynem księstwami. Najcenniejszą znaleziona monetą oraz najstarszym przedmiotem znaleziony na cieszyńskim Rynku okazał się srebrny denar rzymski z wizerunkiem Antoninusa Piusa, który był wybity po jego śmierci (zm. 161 r.) przez jego następcę, Marka Aureliusza. Monety zostały przekazane do konserwacji w Warszawie, a pozostałe znaleziska zostały zdeponowane w Muzeum Śląska Cieszyńskiego i stamtąd były wysyłane do konserwacji oraz do opracowania naukowego.
Odkrycia archeologiczne związane z obiektami nieruchomymi zostały czasowo zabezpieczone, co wynikało potrzeby "zachowania ich w jak najlepszym stanie i umożliwienia ich odsłonięcia po zdobyciu środków i opracowaniu koncepcji na odrębną inwestycję turystyczną". W uzasadnieniu dotyczącym możliwości udostępnienia tych piwnic podano, że: "samo przystąpienie do tych prac, opracowanie dokumentacji konserwatorskiej i budowlanej, zajęłoby 2-3 lata. W tym czasie wydzielony byłby znaczny obszar rynku i część drogi przy pierzei zachodniej, co powodowałoby również wyłączenie ruchu w tym miejscu. Zdaniem Wojewódzkiego Urzędu Ochrony Zabytków Delegatura w Bielsku-Białej jest zbyt wcześnie na podejmowanie rozstrzygnięć co do formy udostępnienia obiektów".

## Ewidencja zabytków
W Gminnej Ewidencji Zabytków Cieszyna jest wpisanych kilkadziesiąt kamienic z Rynku:
1. Figura św. Floriana – 1770 r.
2. Rynek 1 – skrzydło zachodnie Ratusza, dawny odwach i siedziba Sądu Okręgowego, XVIII w., przebudowany w XIX w.
3. Rynek 1 – Ratusz, koniec XIX w., wpis do rejestru zabytków nr A-246/77 dnia 17.12.1977 r.
4. Rynek 3 – kamienica mieszczańska, przełom XVII i XVIII w., wpis do rejestru zabytków nr A-247/77 dnia 17.12.1977 r.
5. Rynek 4 – kamienica mieszczańska, XVI w., wpis do rejestru zabytków nr A-250/77 dnia 19.12.1977 r.
6. Rynek 5 – kamienica mieszczańska, XVIII w., wpis do rejestru zabytków nr A-249/77 dnia 19.12.1977 r.
7. Rynek 6 – Kamienica mieszczańska, XVI w., wpis do rejestru zabytków nr A-251/77 dnia 19.12.1977 r.
8. Rynek 7 – budynek, 1911 r.
9. Rynek 8 – kamienica mieszczańska, XVI w., wpis do rejestru zabytków nr A-251/77 dnia 19.12.1977 r.
10. Rynek 9 – kamienica mieszczańska, XVII w., wpis do rejestru zabytków nr A-252/77 dnia 19.12.1977 r.
11. Rynek 10 – budynek, 1891 r.,
12. Rynek 11 – budynek, 1910 r.,
13. Rynek 12 – budynek, 1910 r.
14. Rynek 13 – budynek 1908 r.,
15. Rynek 14 – kamienica mieszczańska, XVI w., wpis do rejestru zabytków nr A-253/77 dnia 19.12.1977 r.
16. Rynek 15 – kamienica mieszczańska, XVI w., wpis do rejestru zabytków nr A-254/77 dnia 17.10.1977 r.
17. Rynek 16 – budynek, 1900 r.,
18. Rynek 17 – kamienica mieszczańska, XVIII w., wpis do rejestru zabytków nr A-255/77 dnia 17.10.1977 r.
19. Rynek 18 – kamienica mieszczańska, XVII w., wpis do rejestru zabytków nr A-256/77 dnia 19.12.1977 r.
20. Rynek 19 – kamienica mieszczańska, XVI w., wpis do rejestru zabytków nr A-257/77 dnia 17.10.1977 r.
21. Rynek 20 – kamienica mieszczańska, XVI w., wpis do rejestru zabytków nr A-257/77 dnia 17.10.1977 r.
22. ul. Mennicza 2 – budynek, 1910 r.
23. ul. Szersznika 2 – kamienica mieszczańska, XVI w., wpis do rejestru zabytków nr A-257/77 dnia 17.10.1977 r.

W rejestrze Wojewódzkiego Urzędu Ochrony Zabytków widnieje kilka wpisów dotyczących budynków z cieszyńskiego Rynku:
1. ul. Rynek 1 – ratusz, 246/77 bielskie
2. ul. Rynek 4 – kamienica, 248/77 bielskie
3. ul. Rynek 5 – kamienica, 24/77 bielskie
4. ul. Rynek 9 – kamienica, 252/77 bielskie
5. ul. Rynek 14, ul. Szeroka 2 – kamienica, 249/77 bielskie
6. ul. Rynek 15 – kamienica, 253/77 bielskie
7. ul. Rynek 17 – kamienica, 254/77 bielskie
8. ul. Rynek 18, ul. Szersznika 1 – kamienica, 256/77 bielskie
9. ul. Rynek 19, ul. Szersznika 2 – kamienica, 257/77 bielskie
10. ul. Rynek 3 – kamienica, 189/06 śląskie
11. ul. Rynek 6 – kamienica, 190/06 śląskie
12. ul. Rynek 8 – kamienica, 191/06 śląskie